# New Century Global Center
New Century Global Center es un edificio multiusos situado en la Tianfu New Área de Chengdu, China. Tiene una planta de 500 m x 400 m, y una altura de 100 m, con una superficie total de 1 700 000 m², que le hacen el  edificio más grande del mundo por superficie. La Boeing Everett Factory, situada en Everett, Washington, tiene el mayor volumen, y el Mercado de Flores de Aalsmeer en Aalsmeer, Países Bajos, tiene la mayor planta.

## Descripción

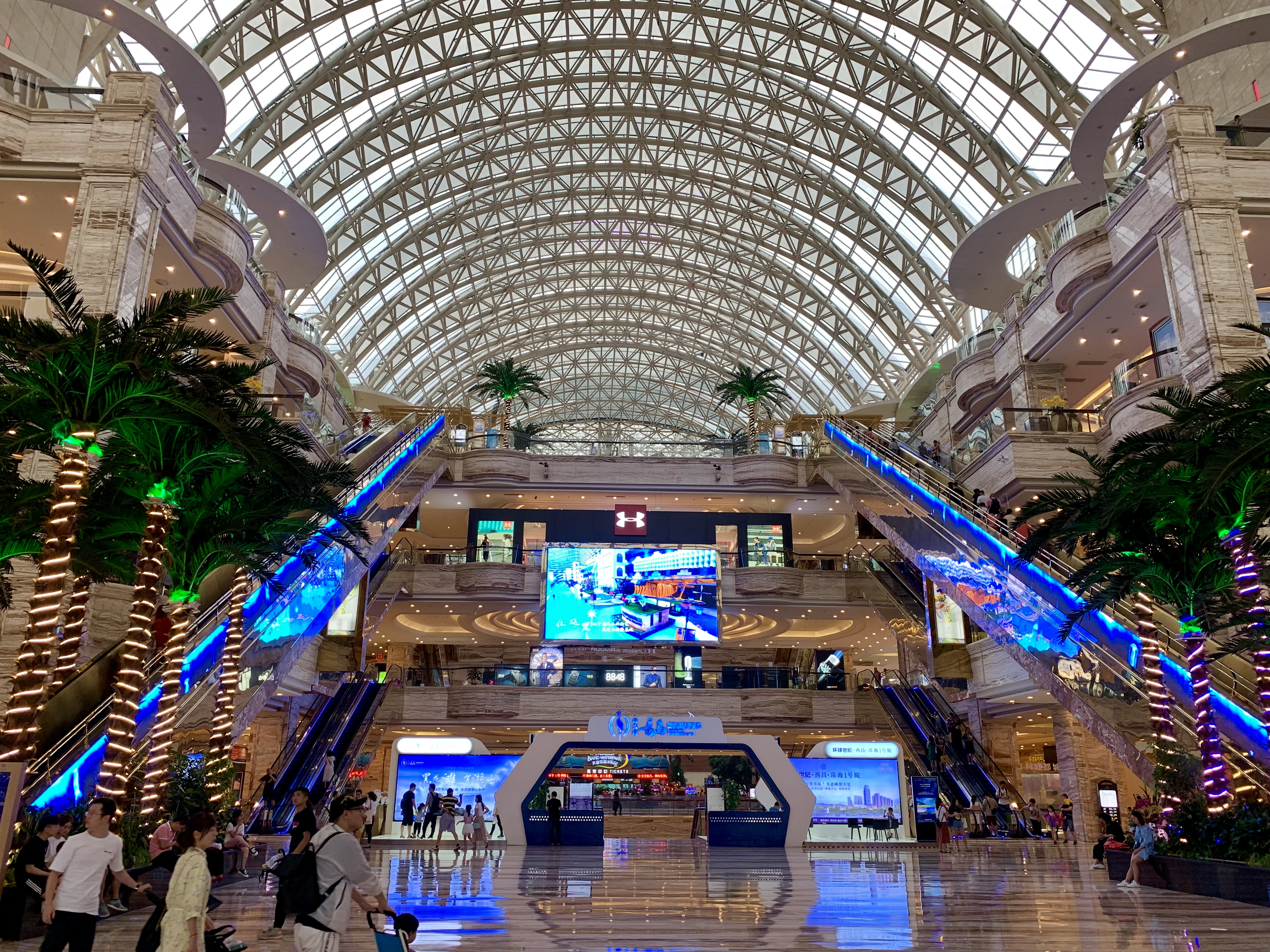
Vista del patio central

Promovido por la empresa Entertainment and Travel Group (ETG) del multimillonario Deng Hong, unos 400 000 m² del edificio están dedicados a tiendas. También contiene oficinas, salas de conferencias, un complejo universitario, dos centros comerciales, hoteles, un cine IMAX, un "pueblo mediterráneo", un barco pirata y una pista de patinaje. El elemento central del edificio es una playa artificial de 5000 m², donde una pantalla gigante de 150 m x 40 m forma el horizonte para mostrar amaneceres y puestas de sol. Por la noche, se extiende sobre la piscina un escenario para conciertos. Se ha construido un puesto con vistas a la piscina que contiene un food court. El nuevo Hotel InterContinental contendrá 1009 habitaciones que se distribuyen alrededor del borde del complejo. El edificio está conectado a la Línea 1 del Metro de Chengdu.
Junto al edificio se construirá el Centro de Arte Contemporáneo de Chengdu, diseñado por la arquitecta Zaha Hadid.

## Apertura y acusaciones de corrupción
Aunque partes de la zona comercial abrieron a comienzos de 2013, el centro iba a ser inaugurado formalmente con la celebración de la conferencia Global Fortune 500 en marzo de 2013. Sin embargo, Deng Hong fue arrestado bajo cargos de corrupción, y por razones políticas la conferencia se trasladó al Shangri-La Hotel. La apertura se retrasó al 22 de agosto de 2013, pero fue cancelada y retrasada de nuevo tras la detención de más de cincuenta funcionarios del gobierno local en una serie de investigaciones entrelazadas.